# 鵜飼留美子
鵜飼留美子（1955年5月24日—）是日本的女性聲優，福岡縣出身。所屬81 Produce。
身高153cm。星座是雙子座。音樂公司泉愚蠢出身。「機動戰士GUNDAM」（芙勞·波）、「六神合體」（蘿絲）、百兽王（法拉公主）等被廣為人知。

## 演出作品

### 電視動畫
- 忍者龜（兔丸）
- 愛的教育克歐雷物語（羅貝蒂）
- 愛的小婦人物語（愛絲特）
- 亞空大作戰史倫格爾（櫻花）
- 原子貝蒂（貝蒂的奶奶）
- 愛麗絲偵探局（小光的母親）
- 福星小子（佩奶奶）
- X戰警（東京電視台版）（李蘭卓拉）
- 淘氣神物語 叩隆叩隆寶蓉（亞特蜜絲）
- 妖怪霍利（瑪莉亞烏鴉）
- 風中少女 金髮珍妮（麗絲·嘉蘭）
- GUNDAM系列作品
  - 機動戰士GUNDAM（芙勞·波、李茲·柯凡）
  - 機動戰士Z GUNDAM（芙勞·小林）
- 金田一少年之事件簿（鬼頭小百合、梅園薫）
- 銀河探索2100年 邊境行星（蜜雪兒）
- 蠟筆小新（孝代）
- 櫻花大戰TV（女服務生）
- 海螺太太（絹江）
- 砂漠海賊！庫帕船長（阿姨）
- 上班族金太郎（水木絹江）
- 地獄少女 二籠（蓮江美鈴）
- 城市獵人（江梨子）※第33話
- 小公子西迪（伊麗莎白·崔西）
- 稻草男（女客人）
- 星際寶貝 ～一直是最棒的朋友～（西塔）
- 宇宙奇兵（愛麗絲）※第21話
- 裝甲騎兵（莫妮卡）
- 麵包超人（微笑）
- DARKER THAN BLACK -黑之契約者-（岸田志保子）※第19話 - 第20話
- 大耳鼠（黛莎）
- 傳說巨神伊甸王（琪琪·吉欽）
- 哆啦A夢（空野）
- Night Walker -半夜的偵探-（容子）
- 小超人帕門（環球小姐、店員、小孩子A、小孩子）
- 花生漫畫（瑪西）
- 美少女戰士（柳明子）
- 百獸王（法拉公主、愛娜公主）
- 幻影死神（教授）
- 怪醫黑傑克（手瀨間優一的妻子）※第9話
- 惑星奇航（大姊姊）
- 職業高爾夫選手猿（猿丸的姊姊（猿谷姊姊））
- 鬥球兒彈平（一撃遙）
- 真知子老師（鐵夫）
- 美雪、美雪（矢內清美）
- 未來警察（莎妮亞）第44話
- 名偵探柯南（佐野泉、三枝朝香、河內深里）
- 請多指教汽車醫生（青木瞳）第25話
- 六神合體（蘿絲、芭倫）
- 楊寶寧寶東寶（王后）

2017年
- 名侦探柯南（增子史绘）

### OVA
- 伊蘇（路塔的妻子）
- Call Me 今晚（真紀）
- SUPERNATURAL: THE ANIMATION（亞曼達·艾凡斯）
- 危險調查員（伍爾夫的妹妹）※第39話
- 宇宙战争DALLOS（瑞秋）※1983年

### 劇場版動畫
- GUNDAM系列作品（芙勞·波/芙勞·小林、李茲·柯凡）
  - 機動戰士GUNDAMI
  - 機動戰士GUNDAMII 哀·戰士篇
  - 機動戰士GUNDAMIII 邂逅宇宙篇
  - 機動戰士Z GUNDAM A New Translation -星星繼承者-
  - 機動戰士Z GUNDAMIII A New Translation -星星的鼓動是愛-
  - GUNDAM無雙
- 傳說巨神伊甸王 發動篇（琪琪·吉欽）
- 小豬萬萬歲（米田老師）
- 五星物語（梅兒·克爾·李特勒）
- 六神合體（蘿絲）

### 遊戲
- SD GUNDAM G世代系列（芙勞·波、愛梅拉達·祖賓）
- 機動劇団哈囉一座 GUNDAM麻將DS 老爹不是為了阿賀！（芙勞·波）
- 機動劇団哈囉一座 GUNDAM麻將+Ζ 變得更加能幹！（芙勞·波）
- 機動戰士GUNDAM（芙勞·波、李茲·柯凡）
- 機動戰士GUNDAM 極端VS（芙勞·波）
- 機動戰士GUNDAM 基連的野望シリーズ（芙勞·波）
- 第2次超級機器人大戰Z（蘿絲、芭倫）
- 零 〜月蝕的假面〜（水無月小夜歌）

### CD
- 「討厭死，很害怕。反對戰爭！」Snakeman show
- 「破妖之劍」伽利克

### 外語配音
- 活活生吞（琳妮特（賈娜絲·布萊斯））
- 恐怖角（蘿莉・戴維斯（伊麗娜·道格拉斯（英语：Illeana Douglas）））
- 黑色星期五（安妮（蘿比·摩根））
- 大白鯊大報復（卡拉・布洛迪（卡蓮·楊））
- 牡丹花下（愛蜜莉亞“艾美”（潘蜜琳·費丁））
- 政局密雲（海倫）
- 時光大盜（潘西（雪莉·杜瓦爾））
- 來去美國（麗莎・麥克道威爾（夏莉·海德里））
- 六人行（茱莉）※第1系列第24話、第2系列1、2、4、7、8、10話
- 藍色霹靂號（凱薩琳（凱特）・墨菲（康蒂·克拉克））
- 惡夜追緝令（黛樂絲・帕迪（昆汀·狄恩））
- 奇蹟女人（桃爾西拉【完美女孩】（黛博拉·溫姬））

### 其他
- NHK 少年電視劇系列 「勇太與不可思議的朋友們」（1974年）：路過的女大學生
- 稀世珍寶開運鑑定團的出品寶物鑑定的角色演出，自己對鑑定使用的最初GUNDAM劇本。
- 我的生活插畫畫家【旁白】（1996年12月13日）。
- Animax機動戰士GUNDAM30週年紀念 大家的GUNDAM 完全版（2009年）：本人演出

## 腳註
1. ↑  《藝能手帳藝人名簿錄Vol.33（'98〜'99）》，連合通信社、音樂專科社（日语：音楽専科社），1998年，第37頁。

## 外部連結
- 81 Produce公開簡歷